# World Athletics Relays 2024 - kwalificatie
Aan de kwalificatie voor de World Athletics Relays 2024 doen 640 deelnemers (320 mannen en 320 vrouwen) mee uit 52 verschillende landen. Er doen per onderdeel 32 verschillende landen mee. Ieder gekwalificeerde ploeg mag vier deelnemers inschrijven die alleen dat onderdeel lopen en geen ander onderdeel. Dit betekent dat je als deelnemer tijdens deze editie een kans hebt op een medaille. Er mag ook niet gewisseld worden door in de halve finale een andere deelnemer op te stellen dan in de finale. 
Om via dit toernooi te kwalificeren was de wereldkampioenschappen atletiek 2023 een moment om bij de beste 8 (finale plaats) te eindigen leverde een direct ticket op voor de World Athletics Relays 2024. De andere mogelijke kwalficatie voor dit toernooi is om bij de beste 24 landen op de wereldranglijst op tijd te zitten die nog niet gekwalificeerd zijn op 4 oktober 2023.

## Kwalificatiemoment
4×100 meter mannen
| Kwalificatienorm                     | Aantal teams | Gekwalificeerde teams |
| ------------------------------------ | ------------ | --- |
| Wereldkampioenschappen atletiek 2023 | 8            | Brazilië Frankrijk Groot-Brittannië Italië Jamaica Japan Zuid-Afrika Verenigde Staten |
| IAAF wereldranglijst, 4 oktober 2023 | 24           | Canada Nigeria Duitsland Kenia China Trinidad en Tobago Nederland Australië Zwitserland Thailand Dominicaanse Republiek Zuid-Korea Polen België Spanje Tsjechië Turkije Saoedi-Arabië Colombia Denemarken Maleisië Bahama's Cuba Ghana |
| Totaal                               | 32           | |

4×100 meter vrouwen
| Kwalificatienorm                     | Aantal teams | Gekwalificeerde teams |
| ------------------------------------ | ------------ | --- |
| Wereldkampioenschappen atletiek 2023 | 8            | Botswana Frankrijk Groot-Brittannië India Italië Jamaica Nederland Verenigde Staten |
| IAAF wereldranglijst, 4 oktober 2023 | 24           | België Japan Duitsland Trinidad en Tobago Dominicaanse Republiek Polen Spanje Nigeria Hongarije Brazilië Australië Colombia Ecuador Estland Ivoorkust Oostenrijk Canada China Maleisië Bahama's Zwitserland Chili Denemarken Cuba |
| Totaal                               | 32           | |

4×400 meter mannen
| Kwalificatienorm                     | Aantal teams | Gekwalificeerde teams |
| ------------------------------------ | ------------ | --- |
| Wereldkampioenschappen atletiek 2023 | 8            | België Tsjechië Frankrijk Groot-Brittannië Duitsland Ierland Polen Verenigde Staten |
| IAAF wereldranglijst, 4 oktober 2023 | 23           | Nederland Italië Jamaica India Nigeria Kenia Dominicaanse Republiek Botswana Japan Spanje Brazilië Australië Turkije Venezuela Barbados Guyana Mexico Qatar Senegal Zambia Trinidad en Tobago Zuid-Afrika Bahama's |
| Totaal                               | 31           | |

4×400 meter vrouwen
| Kwalificatienorm                     | Aantal teams | Gekwalificeerde teams |
| ------------------------------------ | ------------ | --- |
| Wereldkampioenschappen atletiek 2023 | 8            | Ivoorkust Groot-Brittannië Duitsland Italië Jamaica Nederland Polen Verenigde Staten |
| IAAF wereldranglijst, 4 oktober 2023 | 19           | Zwitserland Spanje Frankrijk Cuba Australië China Dominicaanse Republiek Brazilië Canada Colombia Portugal Tsjechië Noorwegen Ierland Botswana Canada India Kenia Nigeria Zwitserland Oekraïne |
| Totaal                               | 27           | |

4×400 meter gemengd
| Kwalificatienorm                     | Aantal teams | Gekwalificeerde teams |
| ------------------------------------ | ------------ | --- |
| Wereldkampioenschappen atletiek 2023 | 8            | België Canada Groot-Brittannië Ierland Italië Jamaica Nederland Polen |
| IAAF wereldranglijst, 4 oktober 2023 | 22           | Verenigde Staten Frankrijk Nigeria Bahrein Duitsland Hongarije Dominicaanse Republiek India Botswana Zwitserland Spanje Colombia Brazilië Oekraïne Japan Tsjechië Guyana Kenia Nigeria Portugal Zuid-Afrika Bahama's |
| Totaal                               | 30           | |